# Вејн Шортер
Вејн Шортер (енгл. Wayne Shorter; Њуарк, 25. август 1933 — Лос Анђелес, 2. март 2023) био је амерички џез саксофониста и композитор. Многе Шортерове композиције постале су џез стандарди, а његов рад признат широм света добио је различита признања као и похвале од критичара.
Шортер је првобитно стекао популарност крајем педесетих година двадесетог века као члан, а на крају примарно и као композитор састава Џез Месинџерси лидера Арт Блејкија. Шездесетих година двадесетог века придружује се саставу по имену „Други велики квинтет” лидера Мајлса Дејвиса, а потом учествује у оснивању џез фјужн бенда Ведер Рипорт. Снимио је преко 20 албума као лидер различитих састава.
Шортер је освојио 10 награда Греми. Његово владање сопран саксофоном зарадило је многе речи хвале (крајем шездесетих година пребацио је фокус на тај инструмент са тенор саксофона). 1970. године започео је период доминације када је изгласан за најбољег сопран саскофонисту у годишњој анкети магазина Down Beat. Након тог признања, 10 година заредом био је на првом месту по избору критичара, а 18 година по избору читалаца. Њујорк Тајмс је 2008. године за Шортера рекао да је „вероватно најбољи композитор за мале саставе и један од најбољих импровизатора на свету”. 2017. године примио је награду Polar Music.

## Биографија

### Младост и каријера
Вејн Шортер рођен је у Њуарку (Њу Џерзи), похађао је средњу уметничку школу Newark Arts High School, где је и матурирао 1952. године. Одмалена је волео музику и на иницијативу свог оца као тинејџер почиње да свира кларинет; његов старији брат Алан свирао је алт саксофон све до колеџа када је са овог инструмента прешао на трубу. Након што је стекао диплому у области музичког образовања на Универзитету у Њујорку 1956. године, Шортер је провео две године у Армији Сједињених Држава, и у том периоду кратко је свирао са Хорас Силвером. Након што је отпуштен из војске, свирао је са Мејнардом Фергусоном. У младости Шортер је добио надимак Mr. Gone, тај надимак је касније постао назив једног од албума Ведер Рипорт-а.
Међу Шортеровим првим узорима нашли су се Сони Ролинс, Џон Колтрејн и Колман Хокинс. 1959. године, Шортер се придружује саставу Џез Месинџерси лидера Арт Блејкија у ком ће остати 4 године догуравши на крају до места музичког директора групе. Са Џез Месинџерсима имао је турнеје широм САД, у Јапану и Европи, снимио је више добро познатих албума и такође компоновао за групу. У овом периоду Шортер је постао познат као „један од најталентованијих младих саксофониста” и примио је различита међународна признања за свој рад.

### Сарадња са Мајлс Дејвисом (1964—1970)
Када је Џон Колтрејн напустио састав Мајлса Дејвиса 1960.те године како би се посветио соло каријери, Колтрејн је предложио да Шортер дође на његово место, међутим Шортер није био у могућности да се прикључи бенду у том тренутку. Дејвис је онда одлучио да на место тенор саксофонисте постави Сони Стита, а потом је на исто место сменио још неколико музичара - Хенк Моблија, Џорџ Колмана и Сем Риверса. 1964. године Дејвис убеђује Шортера да напусти Блејкијев састав како би постао члан његовог квинтета поред Херби Хенкока, Рон Картера и Тони Вилијамса. Дејвисов нови квинтет назван је „Други велики квинтет” (како би се разликовао од квинтета у ком је свирао Џон Колтрејн) и често је цитиран од стране музичара и критичара као један од најутицајнијих састава у историји џеза, а сматра се да су за то највише одговорне управо Шортерове композиције. Шортер је написао огроман број композиција за Дејвиса (као што су на пример: Prince of Darkness, E.S.P., Footprints, Sanctuary, Nefertiti, и многе друге); на неким албумима био је аутор чак више од половине композиција.
Хенкок је за Шортеров ангажман у квинтету рекао: „По мом мишљењу убедљиво најбољи композитор у тој групи био је Вејн Шортер. Још увек је најбољи. Вејн је био један до ретких чију музику Мајлс није имао потребу да мења.” Дејвис је за Шортера рекао, „Вејн је прави композитор. Он пише партитуре, пише за сваки инструмент баш онако како жели да звучи... Вејн је такође довео у питање употребу правила у музици. Уколико нису добро звучала, кршио их је, али музички смислено; знао је да се слобода у музици огледа у томе да се правила уче како би се касније прилагодила сопственом ужитку и музичком укусу.”
Ијан Кар, музичар и писац књиге „Груби водич кроз џез”, наводи да је са Дејвисом Шортер пронашао сопствени стил као извођач и композитор. „Блејкијев снажан и једноставан ритам истакао је Шортеров енергичан стил свирања тенор саксофона, али му је слобода Дејвисове ритам секције омогућила да истражи нове емотивне и техничке елементе.”
Шортер је остао у Дејвисовом бенду након што се квинтет распао 1968. године, свирајући на раним џез фјужн албумима укључујући In a Silent Way и Bitches Brew (оба албума су из 1969). Последње наступе и студијска снимања са Дејвисом имао је 1970. године.
До 1968. године, Шортер је свирао искључиво тенор саксофон. Последњи у низу Дејвисових албума на којима је свирао тенор саксофон био је албум Filles de Kilimanjaro. 1969. године свирао је сопран саксофон на Дејвисовом албуму In a Silent Way и на свом албуму Super Nova (на овом албуму свирао је са тадашњим чланом Дејвисовог бенда Чик Коријом и Џон Маклохлином). На наступима са Дејвисом и на снимцима од лета 1969. до раног пролећа 1970. године, свирао је и сопран и тенор саксофон; међутим већ од раних 70-их година 20. века углавном је свирао сопран саксофон.

#### Албуми за издавачку кућу „Блу Ноут рекордс”
Док је био члан Дејвисовог квинтета Шортер је паралелно снимио више албума за издавачку кућу „Блу Ноут рекордс” на којима је свирао готово искључиво своје композиције у различитим поставкама, квартетима и већим саставима, у којима су свирали и омиљени музичари ове издавачке куће попут Фреди Хубарда. Његов први Блут Ноут албум (од 11 колико их укупно има, снимљених у периоду од 1964. до 1970) био је Night Dreamer. Овај албум снимио је у студију Руди Ван Гелдера 1964. са Ли Морганом, Мекој Тајнером, Реџи Воркманом и Елвин Џоунсом.
JuJu и Speak No Evil су добро познати албуми из овог периода. Шортерове композиције на овим албумима су запажене због употребе пентатонских мелодија хармонизованих са педалом у басу и комплексним хармонским везама; сола осмишљена тако да рефлектују мелодију композиције исто колико и хармонију; и дуге паузе као основни део музике у контрасту су са музиком других истакнутијих извођача тог времена као што је Џон Колтрејн.
На каснијем албуму The All Seeing Eye окупио је већи састав, док се на албуму Adam's Apple из 1966. вратио пажљиво осмишљеним мелодијама као лидер квартета. Следеће године оформио је секстет за снимање албума Schizophrenia са Хенкоком и Картером и још тромбонистом Кертис Фулером, алт саксофонистом и флаутистом Џејмс Сполдингом и енергичним бубњарем Џо Чемберсом.
Шортер је такође повремено снимао за друге музичаре (опет, претежно за „Блу Ноут рекордс”), снимао је са Доналд Бирдом, Мекој Тајнером, Грејшн Монкуром III, Фреди Хубардом, Ли Морганом, и са својим члановима из бенда Хенкоком и Вилијамсом.

### Ведер Рипорт (1971—1986)
Након изласка његовог албума Odyssey of Iska 1970. године, Шортер је оформио фјужн групу Ведер Рипорт са Дејвисовим дугогодишњим клавијатуристом Џо Завинулом. Други чланови оригиналне поставке били су басиста Мирослав Витоуш, перкусиониста Аирто Мореира, и бубњар Алфонс Музон. Након што је Витоуш напустио групу 1973. године, Шортер и Завинул су предводили овај састав све док се није распао крајем 1985. године. Током година велики број разноврсних музичара свирао је у Ведер Рипорту (најзапаженији био је револуционарни басиста Џеко Пасторијус), сви они су допринели да бенд сними велику количину материјала врхунског квалитета у ком се сусрећу различити стилови и жанрови међу којима нарочито преовлађују фанк, би-бап, латин џез, изворна музика, и футуризам.

#### Соло каријера и остали пројекти
Шортер је снимио још албума као лидер различитих састава који су добили похвале од стране критичара, најзапаженији међу њима је албум Native Dancer, на ком свирају Хенкок и бразилски композитор и певач Милтон Насименто.
Крајем 70-их и почетком 80-их година 20. века био је на турнеји са V.S.O.P. квинтетом. Ова група имала је готово исту поставку као Дејвисов квинтет из 60-их, само што је трубу свирао Фреди Хубард. Шортер је са бившим колегама из Дејвисовог квинтета свирао на албуму Карлоса Сантане по имену The Swing of Delight, за који је такође компоновао неколико нумера.
У периоду од 1977. до 2002. године, свирао је на 10 студијских албума музичарке Џони Мичел што му је донело већу популарност. Појављује се и на албуму Aja групе Стили Ден где свира продужени соло у истоименој песми.

### Даља каријера
Након што је напустио Ведер Рипорт, Шортер је наставио да снима музику и предводи различите џез фјужн саставе. Такође одлази на турнеју 1988. године са гитаристом Карлос Сантаном, који се иначе појављује на последњем албуму Ведер Рипорта по имену This is This!. Постоји видео снимак концерта са џез фестивала у Лугану 1987. године на ком је свирао са клавијатуристом Џим Бирдом, басистом Карл Џејмсом, бубњарком Тери Лајн Карингтон и перкусионисткињом Марлин Мазур. 1989. године дао је свој допринос рок хиту свирајући саксофонски соло у песми Дона Хенлија по имену The End of the Innocence, и такође продуцирао албум Pilar португалског певача и композитора по имену Пилар Омем Ђи Мело. Одржао је повремену сарадњу са Херби Хенкоком, са којим је такође свирао на снимању трибјут албума A Tribute to MIles снимљеног убрзо након смрти Мајлс Дејвиса са Хенкоком, Картером, Вилијамсом и Волес Ронијем. У 90-им је наставио да се појављује на албумима Џони Мичел, а такође га можемо чути у музици из филма „Бегунац” из 1993. године у ком глуми Харисон Форд.
Године 1995. изашао је Шортеров албум High Life, његов први соло пројекат након 7 година. То је такође био први албум који је снимио као лидер бенда за дискографску кућу Verve Records. Шортер је компоновао све композиције на албуму и продуцирао их заједно са басистом Маркус Милером. Овај албум награђен је наградом Греми за најбољи савремени џез албум 1997. године.
Шортер је опет сарађивао са Хенкоком 1997. године, на веома цењеном и награђиваном албуму 1+1. Песма Aung San Suu Kyi (која је добила име по бурманској продемократској активисткињи) донела је и Хенкоку и Шортеру Греми награду.
Године 2009. најављен је као један од главних извођача на музичком фестивалу Gnaoua у Есауири, у Мароку. Његов албум Without a Net из 2013. године је први албум који је снимио за дискографску кућу „Блу Ноут рекордс” још од албума „Odyssey of Iska” из 1971. године.

#### Квартет
Године 2000., Шортер је оформио први стални акустични састав под својим именом, у питању је квартет са пијанистом Данило Перезом, басистом Џон Патитучијем, и бубњарем Брајан Блејдом са којим свира своје композиције, многе од њих су прераде песама које датирају из 60-их година 20. века. Објављена су 3 албума са снимцима живих наступа овог састава: Footprints Live! (из 2002), Beyond the Sound Barrier (из 2005) и Without A Net (из 2013). Овај квартет је добио много похвала од стране обожаватеља и критичара, нарочито због Шортеровог начина свирања тенор саксофона. Биографија Footprints: The Life and Work of Wayne Shorter новинарке Мишел Мерсер бави се начином живота једног музичара, као и Шортеровим размишљањима и будистичким веровањима. Албум Beyond the Sound Barrier награђен је Греми наградом за најбољи инструментални џез албум 2006. године.
Шортеров албум Alegria из 2003. године (уједно и његов први студијски албум, након што је прошло 10 година од албума High Life) награђен је Греми наградом за најбољи инструментални џез албум 2004. године; на овом албуму свирао је Шортеров квартет али и гостујући музичари, укључујући пијанисту Бреда Мелдау, бубњара Карингтона, као и бившег перкусионисту Ведер Рипорта Алекс Акуњу. На овом албуму нашле су се неке нове Шортерове композиције, као и прераде композиција из периода када је свирао са Дејвисом у којима се могу чути Шортерови комплексни латин ритмови за које се специјализовао у периоду када је свирао са Ведер Рипортом.

### Животна достигнућа
17. септембра 2013. године Шортер је примио награду за животно дело од стране џез института „Телонијус Монк”.
18. децембра 2014. године The Recording Academy доделила је Шортеру Греми награду за животно дело због како наводе „веома великог доприноса нашој култури и историји”.
Године 2016. Шортер је награђен наградом Guggenheim Fellowship за композицију, у области музике, као једини џез музичар који је примио ову награду те године.
Године 2017. Шортер је био један од добитника награде Polar Music. Чланови жирија том приликом изјавили су: „Без Шортерових музичких истраживања, савремена музика никад не би отишла овако далеко”.

### Wayne Shorter: Zero gravity
Године 2013. покренута је кампања на онлајн музичкој платформи PledgeMusic како би се сакупио новац за снимање филма о животу Вејн Шортера по имену Wayne Shorter: Zero Gravity. Овај филм требало би да изађе 2018. године.

### „Мега Нова”
Године 2016. објављено је да ће Шортер, Карлос Сантана и Херби Хенкок почети да наступају под именом „Мега Нова”. У овој групи такође су се налазили басиста Маркус Милер и бубњар Синди Блекмен Сантана. Први пут су наступили 24. августа 2016. године у Холивуд Боулу.

### Лични живот
Године 1961. Шортер упознаје Теруко (Ирене) Накагами. Њих двоје су се касније венчали и добили ћерку по имену Мијако. Неке од његових композиција заштићене су ауторским правима под именом "Miyako Music", такође Шортер је својој кћерки посветио композиције Miyako и Infant Eyes. Пар се развео 1964. године.
Шортер је 1966. године упознао Ана Марију Патрисио и њих двоје су се венчали 1970. године. 1985. године њихова ћерка умире у четрнаестој години од последица гранд мал епилептичног напада. Ана Марија и њена нећака Далила погинуле су авионској несрећи 17. јула 1996. године док су путовале у Италију како би се виделе са Шортером. Далила је била кћерка сестре Ана Марије Шортер и њеног мужа, џез певача Џона Лусијена. 1999. године Шортер се оженио Каролином Дос Сантос која је иначе била блиска Ана Маријина пријатељица. Шортер практикује Нићирен будизам и дугогодишњи је члан будистичке асоцијације по имену Soka Gakkai International.
Композитор и продуцент Рик Шортер, који је умро у септембру 2017. године, био је Шортеров рођак.

## Дискографија
- Introducing Wayne Shorter (Vee-Jay 1959)
- Second Genesis (Vee-Jay 1960)
- Wayning Moments (Vee-Jay 1962)
- Night Dreamer (Blue Note 1964)
- JuJu (Blue Note 1964)
- Speak No Evil (Blue Note 1965)
- The Soothsayer (Blue Note 1965)
- Et Cetera (Blue Note 1965)
- The All Seeing Eye (Blue Note 1965)
- Adam's Apple (Blue Note 1966)
- Schizophrenia (Blue Note 1967)
- Super Nova (1969)
- Odyssey of Iska (1970)
- Moto Grosso Feio (1970)
- Native Dancer са Милтон Насиментом (1974)
- Atlantis (1985)
- Phantom Navigator (1986)
- Joy Ryder (1988)
- Карлос Сантана и Вејн Шортер – Live at the Montreux Jazz Festival 1988 (1988)
- High Life (1995)
- 1 + 1 са Херби Хенкоком (1997)
- Footprints Live! (2002)
- Alegría (2003)
- Beyond the Sound Barrier (2005)
- Without a Net (2013)

## Награде
- 1962: Награда магазина Down Beat за нову звезду саксофона по избору читалаца
- 1979: Награда Греми за најбољу џез фјужн изведбу за албум Ведер Рипорта по имену 8:30
- 1987: Награда Греми за најбољу инструменталну композицију за нумеру Call Sheet Blues коју су написали Шортер, Херби Хенкок, Рон Картер и Били Хигинс (са албума The Other Side of Round Midnight на којем се појављује Декстер Гордон)
- 1994: Награда Греми за најбољу џез инструменталну изведбу, појединачну или у оквиру групе за албум A Tribute to Miles
- 1996: Награда Греми за најбољи савремени џез албум за албум High Life
- 1996: Награда „Мајлс Дејвис”, на међународном џез фестивалу у Монтреалу
- 1997: Награда Греми за најбољу инструменталну композицију за нумеру Aung San Suu Kyi (са албума 1+1)
- 1998: Награда NEA Jazz Masters
- 1999: Почасни доктор музике на музичком колеџу Беркли
- 1999: Награда Греми за најбољи џез инструментални соло у нумери In walked Wayne (на албуму Џеј Џеј Џонсона по имену Heroes)
- 2003: Награда Греми за најбољу инструменталну композицију за нумеру Sacajawea (са албума по имену Alegría)
- 2003: Награда Греми за најбољу џез инструменталну изведбу, појединачну или у оквиру групе за албум Alegría
- 2005: Награда Греми за најбољу џез инструменталну изведбу, појединачну или у оквиру групе за албум Beyong the Sound Barrier
- 2006: Награда Удружења џез критичара за најбољи мали састав године квартету Вејн Шортера
- 2014: Награда Греми за најбољи џез инструментални соло у нумери Orbits (са албума по имену Without a Net)
- 2017: Награда Polar Music